# ミハイロ・ミハイロビッチ
ミハイロ・ミハイロビッチ（セルビア語: Mijailo Mijailović、1978年12月6日 - ）は、当時スウェーデンの外務大臣だったアンナ・リンドの暗殺犯。

## 人物
1960年代後半にセルビアからスウェーデンに移住した両親のもとに、スウェーデンのストックホルムで1978年12月6日に生まれた。ミハイロは6歳の時、セルビアに住む父方の祖父母に育てられながら小学校に通った。その後、スウェーデンへ戻った直後にユーゴスラビア紛争が勃発。程なくして高校に入学するも、2年で中退。当時の同級生は、ミハイロは一匹狼のようだったと語っている。
1997年、父親を暴行したとして有罪判決を受けた。ミハイロの父親はアルコール依存症で、しばしば妻にも暴力を振るっていたとされる。1999年6月、違法な武器を所持していたとして再び有罪判決を受ける。2ヶ月前の4月には、若い女性とその母親をナイフで脅していた。

## 暗殺
2003年9月10日、ストックホルム中心部にあるNK（エヌコー）デパートで買い物をしていたスウェーデン外務大臣（当時）アンナ・リンドの腕や腹をナイフで刺した。大臣はすぐさま病院へ運ばれ治療を受けたが、明朝に死亡した。ミハイロは犯行直後に現場から逃走していたが、2週間後に逮捕された。この犯行は、ミハイロが精神病院を退院する予定日の5日前の出来事だった。

## 裁判
2004年1月6日の裁判で、検察側からミハイロ側に不利な証拠が提示された際、「俺は政治に興味が無いんだ」と話し、アンナに対する意図的な殺人を否定した。また「別に彼女（アンナ）以外でも良かったし、アンナ・リンドに対して個人的な思いは何も無い」とも話した。
同年3月9日、ストックホルム地方裁判所はミハイロの精神疾患を理由に無期懲役の判決を下したが、12月2日にスウェーデン最高裁判所はこの判決を棄却、ミハイロに終身刑の判決を下した。